# Orenaia
Orenaia é um gênero de mariposa pertencente à família Crambidae.